# Y a-t-il une erreur qu'ils n'ont pas commise ?
Pour des articles plus généraux, voir Désinformation sur la pandémie de Covid-19 et Christian Perronne.
Y a-t-il une erreur qu'ils n'ont pas commise ? est un essai polémique de Christian Perronne paru en 2020 chez Albin Michel, traitant de la gestion de la crise du coronavirus en France.

## Thème
Dans ce livre, découpé en onze scandales à la place des habituels chapitres et sous-titré « Covid-19 : l'union sacrée de l'incompétence et l'arrogance », Christian Perronne critique la gestion par l’État français de la pandémie de Covid-19, dénonçant « un mensonge d’État » sur les pénuries de masques et les tests,. Le médecin accuse l’État à la fois d’incompétence, mais aussi d’arrogance dans la gestion de la pandémie de Covid-19, notamment sur la chloroquine, les masques et les tests, et ce qu’il perçoit comme un lobbying intensif des laboratoires, et des « big pharma, ». Il critique le bien-fondé de l'essai clinique « Discovery », arguant « qu'il n'est pas acceptable de tirer au sort les patients qui recevront ou non un traitement possiblement efficace ».

## Réception par la critique
Dans le quotidien Les Échos, Kevin Badeau écrit que, du point de vue de l’auteur, qui selon lui « sombre trop souvent dans l’excès de sévérité », « tout ou presque relève du scandale ».  
Pour France Inter « le succès de cet essai correspond à l’air du temps : défiance généralisée, parole officielle forcément mise en doute. Mais il correspond aussi au ressenti des Français pendant cette épreuve : impréparation, contradictions et parfois improvisation du pouvoir ». Le livre « tire la conclusion qui arrange la version de l'auteur » et constitue « une version plus fréquentable de « on nous cache tout, on nous dit rien ».  
Dans la Revue francophone des laboratoires, Jean-Marie Manus, évoquant « un réquisitoire contre la façon dont la France et ses responsables ont géré la situation pandémique due à ce nouvel agent infectieux », relève en outre que « Le Pr Perronne détaille par le menu les étapes d’un cafouillage ».  
Julien Laloye, sur 20 Minutes, qualifie le livre de critico-complotiste et écrit que « Didier Raoult et Christian Perronne nous rejouent […] à leur manière le running gag des Guignols sur le couple Balkany », que Perronne « reprend à son compte les attaques de Didier Raoult sur la probité de ses confrères, qu’il juge achetés par les grands laboratoires », relayant en outre les propos dudit Perronne — tenus « sur le plateau de CNews » — au cours desquels il « accuse le CHU de Nantes, en bisbille judiciaire avec Raoult pour cette même histoire de conflit d’intérêts, d’avoir « laissé crever son beau-frère » en refusant de lui administrer le traitement magique », concluant par un constat selon lequel « s’il est encore loin de la ferveur autour de Raoult, qui a explosé les records d’audience de BFM l’autre jour lors du remix de « Rumble in the Jungle » contre Bourdin, les prises de position du professeur Perronne commencent à lui valoir un certain succès sur les réseaux sociaux (...) au point de condamner ses opposants à des raids bien sentis sur Facebook et ailleurs de la part des admirateurs de la doublette infernale ».  
Alors que Gariépy Raphaël, pour le compte d’ActuaLitté, postule que « certains jouent la carte du professionnel contestataire, dans l'ombre de Didier Raoult, comme le professeur Christian Perronne, médecin à l'AP-HP, qui avait d'ailleurs défendu son confrère », Véronique Groussard, dans Challenges, laisse entendre que si, dans le cadre de « l’écurie Michel Lafon depuis longtemps, le professeur Didier Raoult dégaine dès le 26 mars, en plein confinement (… ) sans concurrence », notant que « son livre Épidémies, vrais dangers et fausses alertes fait partie des meilleurs scores de la période mais par la force des choses, limités », elle relève cependant que, « pendant ce temps, les éditeurs ne perdent pas une miette des débats à la télé, à la recherche des bons clients », concluant qu’« à ce jeu, c’est Alexandre Wickham chez Albin Michel qui décroche le gros lot avec le professeur Christian Perronne », arguant que « le réquisitoire de l’infectiologue, qui égrène les scandales dans Y a-t-il une erreur qu’ILS n’ont pas commise ? sous-titré, Covid 19 : l’union sacrée de l’incompétence et de l’arrogance, fait mouche » et que « contrairement à Raoult, il bénéficie d'un écosystème redevenu favorable avec des circuits de distribution de nouveau actifs ».  
Alors que Charles Jaigu sous-titre dans Le Figaro « un livre réquisitoire » dans lequel « Christian Perronne tient la chronique de ce qu’il estime être une déroute de l’État », Adrien Sénécat, dans la même veine, évoque dans Le Monde « un réquisitoire en règle contre la gestion de la pandémie, qui lui a valu de nombreux passages sur les plateaux de télévision. Du gouvernement au conseil scientifique sur le Covid-19, pas un responsable scientifique ou politique n’échappe au jeu de massacre. À l’exception du directeur de l’Institut hospitalo-universitaire (IHU) de Marseille Didier Raoult, avec qui Christian Perronne partage l’inébranlable conviction que l’hydroxychloroquine est la panacée ».  
Dans un autre ordre d’idée, Thomas Mahler relaie dans L’Express les propos du virologue Gilles Pialoux qui émet une critique sévère en partant du principe selon lequel « nier la reprise de l’épidémie, c'est du négationnisme », émettant en ce sens un constat personnel suggérant qu’« avec cette épidémie, nous avons eu un flot ininterrompu de pseudo-experts et de grands déballages. D’un côté, il y a eu le « show » sur l'hydroxychloroquine du « savant de Marseille » (Didier Raoult NDLR), et de l'autre l’errance complotiste de notre collègue de Garches (Christian Perronne NDLR). Nous l’avions déjà un peu perdu Perronne avec ses positions sur l’origine de la maladie de Lyme due à une prolifération mal contrôlée de tiques trafiquées par un chercheur nazi réfugié aux États-Unis ».  
Clément Parrot via France Info parle d’« un ouvrage dans lequel il s’en prend aux décisions du gouvernement mais aussi à ses collègues » en « accus[ant] sans preuve ces derniers d’avoir écarté la chloroquine » non seulement « pour satisfaire leur ego, mais surtout pour des raisons économiques liées aux grands laboratoires ». Il confronte en outre les propos que l’auteur a tenus sur Sud Radio et BFM TV — où « il va encore plus loin » quand « il affirme que 25 000 morts auraient pu être évités avec l'utilisation massive de la choloroquine » — à la réaction émanant de plusieurs confrères infectiologues qui, dans un communiqué, lui rétorquent que « les propos sont graves, car ils font passer pour des « criminels » les médecins qui s'appuient sur les données de la science pour soigner leurs patients, tout en cherchant à imposer des traitements probablement inefficaces ».  
Le site internet d’information médicale Medscape France, sous la plume de Philippe Anaton, décrit le contenu comme  « écrit sur le mode pamphlétaire » et « polémique » dans lequel « l’infectiologue soupçonne ni plus ni moins les autorités sanitaires d’avoir organisé un véritable désastre sanitaire » en les accusant « de tous les maux : pénurie de masques, de tests, impuissance du conseil scientifique, nullité du confinement... ». Outre que « le livre décompte 11 scandales, et autant de chapitres », « le Pr Perronne accuse les membres du conseil scientifique d’être bouffis de conflit d’intérêts, et de ne pas avoir privilégié le traitement à la chloroquine, pour des raisons bassement pécuniaires ».  
Audrey Le Guellec pour LCI écrit que « d'autres traitent par le brûlot la gestion de la crise sanitaire par l'exécutif » ciblant nommément le « professeur Christian Perronne » qui, « dans son ouvrage (...) reproche notamment au gouvernement et aux experts le fait que les chiffres communiqués aux Français ne se réfèrent qu'à la mortalité ».

## Couverture médiatique et ventes
Le livre sort le 17 juin ; en juillet, il est en tête des ventes dans la catégorie Essais et Références. Mi-juillet, 80 000 exemplaires ont été imprimés pour un tirage initialement prévu de 8 000 et l'ouvrage est en rupture de stocks sur le site de l'éditeur. L'ouvrage est réédité en petit format le 6 janvier 2021 dans la collection Le Livre de poche. En octobre 2020, Audrey Le Guellec fait part d'une « analyse [émanant de] Thomas Hérondart, chef de produit livre de Fnac Darty, qui note [...] « quelques exceptions de poids avec des personnalités très identifiées » [dont], notamment Y a-t-il une erreur qu’ils n’ont pas commise ? du Pr Christian Perronne paru chez Albin Michel (...) en tête des ventes depuis juin ».